# Обренчна
Обренчна (пол. Obręczna) — село в Польщі, у гміні Садове Опатовського повіту Свентокшиського воєводства.
Населення — 292 особи (2011).
У 1975-1998 роках село належало до Тарнобжезького воєводства.

## Демографія
Демографічна структура на день 31 березня 2011 року:
|          | Загалом | Допрацездатний вік | Працездатний вік | Постпрацездатний вік |
| -------- | ------- | ------------------ | ---------------- | -------------------- |
| Чоловіки | 138     | 33                 | 83               | 22                   |
| Жінки    | 154     | 35                 | 80               | 39                   |
| Разом    | 292     | 68                 | 163              | 61                   |